# 女装神話
『女装神話』（じょそうしんわ）は2020年7月18日にの〜すとらいくより発売されたアダルトゲームである。ヒロインが全員「男の娘」であることを特色とする女装山脈シリーズの7作目、『女装神社』の続編である。

## あらすじ
神隠し騒動が収まり、主人公・雅人は日常に戻れると安心するも、唐突に新しき女装女神・環が現れる。さらに、主人公たちが神隠しにあっている間に、美代が追放した先代の巫女長・昴が現れる。昴は環を主祭神に祭り上げ、神社の実権を奪われてしまう。環は男と男の娘の恋愛に否定的で、接触禁止を定めるが、それに前作のヒロインたちは反発する。
男の娘との恋愛は混沌を極めていく。

## 登場人物

### 主人公
雅人(まさと)
別結神社の神主である男。
前作において、やっとの思いで美代や結と結ばれたが、新しくやってきた昴と環から、男の娘との恋愛を反対されてしまう。

### ヒロイン
高藤 昴(たかとう すばる)
声 - 御苑生メイ
美代に追い出された先代の巫女長。神○本庁からの特命をうけて人事に介入し、主人公や美代から神社の実権を奪おうとする。
恰好は白衣 (着物)・緋袴・足袋・草履を着用している。
環(たまき)
声 - 野上結生
結の妹である女装神。封印を破って復活した結を再び封印しようと地上に降りたち、神社の主導権を握るために昴に協力している。神としての名前は、「別玉非女神命(ことたまひめがみのみこと)」。
恰好は白・青を基調とした着物・長い足袋・草履を着用している。

### 非攻略キャラクター
円藤 美代(えんどう みしろ)
声 - 橘美月
主人公に尽くすが、時々ヤンデレ化する愛が過剰な男の娘のお姉ちゃん。結と遠い昔に分かれた魂の半身であり、微力ながら神の力を宿している。
恰好は頭にリボンを付け、白衣 (着物)・緋袴・足袋・草履を着用している。
結(ゆい)
声 - 麻黒ほん
岩室に封じられていた女装神。すさまじい力を持つ縁結びの神である。神々により封印されていたが、あることをきっかけに現世に顕現する。神としての名は別結非女神命(ことむすひめがみのみこと)。
恰好は白・紫を基調とした着物・長い足袋・草履を着用している。
緋和(ひのわ)
声 - スズナ
別結神社の境内に祀られている狛犬の化身。力は大したことがない。本来は封印の監視役として遣わされたが、神社の人手が足りないためバイトをしている。
恰好は白・緑を基調とした着物・黒い靴を着用している。

## スタッフ
- シナリオ - 西田一
- 原画 - あおぎりぺんた
- 彩色 - 白坂りお
- ローカライズ - Eroge Japan
- 制作 - の〜すとらいく